# Village (programma radiofonico)
Village è stato un programma radiofonico di Rai Radio 1 andato in onda dal 30 giugno 2003 al 28 agosto 2009, dal lunedì al venerdì dalle ore 13,30 alle ore 14,00.

## Storia
Programma di genere musicale, aveva come obiettivo quello di proporre musica non commerciale o alternativa, in uno spazio orario insolito per questo tipo di musica. È andato in onda per la prima volta nel giugno del 2003, con la conduzione di Gerardo Panno (anche ideatore della trasmissione) e Carlotta Tedeschi. Nel corso delle varie stagioni si sono alternate, al fianco di Gerardo Panno, anche Simonetta Zauli, Elisa Manisco e Silvia Boschero, mentre dal giugno 2005 fino al termine della trasmissione, avvenuta nell'agosto 2009, è stato condotto dalla sola Silvia Boschero.
Con cadenza quindicinale, inoltre, una puntata della trasmissione veniva dedicata alla musica seria, intitolata "Village Classic".
Alcune puntate della trasmissione venivano dedicate a degli ospiti, anche internazionali, tra cui Stevie Wonder e Yōko Ono.

## Conduttori
Fino al 2005 si sono affiancati due conduttori:
- Gerardo Panno - Carlotta Tedeschi (dal 30 giugno 2003 fino al 12 settembre 2003)
- Gerardo Panno - Simonetta Zauli (dal 15 settembre 2003 fino al 4 giugno 2004)
- Gerardo Panno - Elisa Manisco (dal 7 giugno 2004 fino al 3 settembre 2004)
- Gerardo Panno - Silvia Boschero (dal 6 settembre 2004 fino al 24 giugno 2005)

Dal 27 giugno 2005 fino al 28 agosto 2009 è stata condotta in solitaria da Silvia Boschero.